# مفوض الرايخ للحرب الشاملة

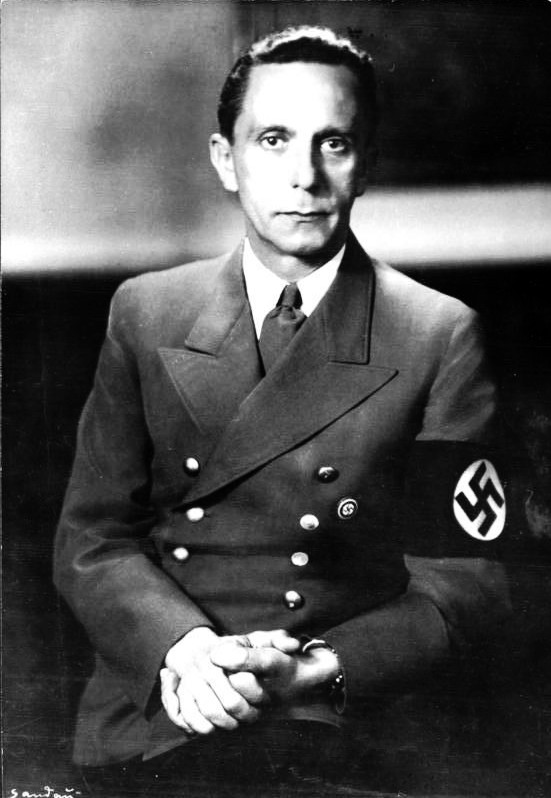
جوزيف جوبلز عام 1942

مفوض الرايخ للحرب الشاملة (Reichbevollmächtigter für den totalen Kriegseinsatz) كان منصبًا أنشأه أدولف هتلر، الفوهرر («الزعيم») في ألمانيا النازية، في 23 يوليو 1944 لجوزيف جوبلز، الذي كان أيضًا في ذلك الوقت وزير الدعاية لنظام النازي. كان الغرض من المكتب الجديد هو حشد الشعب الألماني وراء جهد لتحقيق "حرب شاملة"، حيث تخضع جميع الموارد المدنية وجميع جوانب البنية التحتية المدنية لاحتياجات الجيش والجهود الحربية.  جاءت فكرة إنشاء المكتب الجديد وتعيين جوبلز إليه من جوبلز نفسه. وافقه هتلر بسبب التدهور السريع للموقف العسكري الألماني في الحرب في الشرق ضد الاتحاد السوفيتي. لقد كان مقتنعًا أخيرًا بأن مجهودًا حربيًا شاملاً هو وحده القادر على مواجهة ما شعر به هتلر وهو تقويض استراتيجياته العسكرية باستمرار من قبل جنرالاته. 
بصفته مفوضًا، تم منح غوبلز سلطة إصدار توجيهات لجميع المدنيين وجميع أجزاء القطاع المدني، وكذلك لرؤساء حتى أعلى وكالات الرايخ، على الرغم من الناحية العملية، تم تقييد سلطته بسبب تعقيدات هيكل السلطة النازي.  سعى جوبلز وموظفيه لإحداث «تحول هيكلي في جهاز الدولة بأكمله». 
جرى تعيينه بتاريخ 21 ديسمبر من عام 1943 «مفتشا عاما للدفاع السلبي» وحيث كانت مهمته الرئيسية هي تعزيز معنويات الجيوش، ومن خلال هذا الموقع استطاع أن يلهب حماس الجماهير بعد أن أحس بأن عليه أن يلعب دورا طليعيا بعد تكدّس الهزائم التي عرفها الجيش النازي إثر هزيمة ستالينغراد. وهكذا دعا أثناء حفل جماهيري بتاريخ 18 فبراير 1943 بقصر الرياضة ببرلين إلى «الحرب الشاملة» ومعلنا بنفس الوقت ضرورة شن الحرب أيضا ضد «اليهودية العالمية» بالتوازي مع القيام بثورة اجتماعية داخلية.
الخطاب جاء بعد اسبوعين من هزيمة ستالينجراد وأشار فيه غوبلز إلى أن الجبهة الشرقية تشهد مرحلة أزمة تتطلب من الألمان خوض حرب شاملة لتجنيب ألمانيا وأوروبا السقوط في يد البلشفية. يعتبر الخطاب المطول أنجح وأشهر خطاب أداه جوبلز والذي تجسدت فيه بامتياز قدراته الخطابية التي قابلها الحضور بتصفيقات وهتافات بلغت درجة الهستيريا. يروي غوبلز في يومية له تعود إلى مطلع عام 1943 ما جرى بينه وبين أدولف هتلر عند الهزيمة في معركة ستالينغراد. ويومها قام الفوهرر بتحليل الوضع العسكري بالاعتماد على وثيقة قدّمها له الضباط في الجبهة. وكان الوضع مأساويا على تلك الجبهة إلى درجة أن هتلر طلب من غوبلز «عدم نشر أية كلمة من التقرير العسكري» بل وعدم اطلاع أحد على اليومية التي أعدها أولئك الإيطاليون، حلفاء ألمانيا، ووصفهم بأنهم «جبناء» قبل أن يضيف: إلى أن هتلر نفسه كان على درجة عالية من الاستياء بسبب عدم وفاء الإيطاليين بالتزاماتهم. هذا بالإضافة إلى الخسائر العسكرية الكبيرة.
وأثناء الجلسة نفسها جاء من جبهة ستالينغراد اتصال هاتفي من قبل ضابط ألماني أكّد فيه بأن الروس قد خرقوا صفوف الجيش الألماني على مسافة 6 كيلومترات، وبأن القوات لم تعد قادرة على المقاومة، خاصة بسبب الجوع والبرد. «كان وقع الخبر كبيرا جدا بالنسبة للفوهرر» كما يؤكد غوبلز إذ كان لا يزال حتى تلك اللحظة يأمل بإمكانية الاحتفاظ بقوة مسلحة هناك، وبحيث يمكن تعزيزها وسقوط المدينة. ويؤكد غوبلز أنه اعتباراً من تلك اللحظة بدأ بكتابة صفحات طويلة عما لخّصه هو نفسه بالجملة التالية: «إعادة تنظيم الوطن» وتحت عنوان عريض هو: «قيادة الحرب الشاملة».

## خلفية
ضغط غوبلز لتسخير كل الإمكانيات المتاحة للحرب الشاملة حيث كان مقتنعًا بأن الجميع من النخبة النازية إلى الطبقات العليا في ألمانيا، يجب أن يكونوا مستعدين للتضحية من أجل المجهود الحربي وكان داعمًا للتدابير التي تقيد الصيد، وحظر استخدام الكحول في المؤسسات النازية.  وقت مبكر من 4 يناير 1943، أخبر مؤتمره الوزاري أننا «نواجه في الشرق خصم وحشي لا يمكن هزيمته إلا من خلال استخدام أكثر الأساليب وحشية. من أجل تحقيق ذلك، الالتزام الكامل لجميع الموارد والاحتياطيات ضرورية،» وحاول حمل هتلر على الموافقة على التعبئة الكاملة للسكان المدنيين، وكان من أهم المبادئ التي قال بها الخدمة الإلزامية لعمل النساء وحل جميع المؤسسات والمشاريع غير الضرورية أو ليست ذات فائدة بالنسبة للحرب والتبعية الكاملة والشاملة لمجموع الحياة المدنية للمجهود الحربي، وإغلاق المتاجر والمقاهي التي يعتبرها كماليات. وافق هتلر، ولكن لم يحرز تقدم يذكر لتطبيق هذه الإجراءات، إلى جانب تعيين «لجنة من ثلاثة» لتولي مسؤولية مجهود الحرب الشاملة، والذي ضم مارتن بورمان، رئيس مستشاري الحزب النازي وسكرتير هتلر الشخصي، هانز لامرز، رئيس مستشارية الرايخ، وجنرال الفيرماخت فيلهلم كيتيل.  كان كيتل، على وجه الخصوص، على دراية بنقص القوى العاملة العسكرية، واشتكى في ديسمبر 1941 من أنه يجب التخلص من الأفراد غير الضروريين من بيروقراطية حكومة الرايخ، ومن الشركات الخاصة وحتى من داخل الجزء غير المقاتل من الفيرماخت نفسه. لكن محاولات تحقيق ذلك نجحت فقط في توليد المزيد من الروتين.  يؤكد غوبلز قوله: «كان الفوهرر يقبل أولا بأول كل ما كنت أقترحه عليه دون أية صعوبة، بل كان يذهب أبعد حول بعض النقاط». وكان غوبلز يدرك جيدا، كما يقول، بأن الإجراءات التي يتخذها سوف تجلب له الكثير من الأعداء. و«لكن ليس هذا ما كان يهمني» إذ كان يحلم باستمرار بالانتصار في الحرب وبالتالي يتحمل «المسؤولية التاريخية» لهذه الإجراءات. كل ما كان يهمه عبّر عنه بالقول: «الخوف الوحيد الذي يعتريني بالنسبة للحظة هو أن يحصل أي مكروه للفوهرر. كان عمره 54 سنة ولا ينبغي أخذ هذا الأمر بخفة».

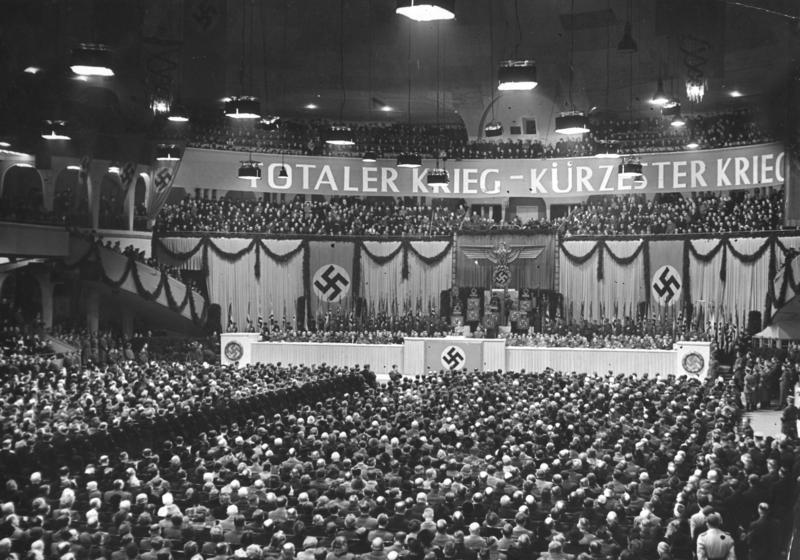
غوبلز يتحدث في قصر برلين الرياضي في 18 فبراير 1943. على اللافتة يوجد Totaler Krieg - Kürzester Krieg أو "الحرب الشاملة - الحرب الحرب الأقصر"

 كوزير للدعاية، فهم غوبلز أنه يمكن ممارسة الضغط لدفع هذه المبادرات من خلال حملة دعائية كبيرة. في 18 فبراير 1943، ألقى خطابًا بثه على الصعيد الوطني من برلين شبورتبالاست أمام جمهور تم اختياره بعناية من 14000 من النازيين المتشددين،  حيث أشاد بضرورة أسلوب حياة إسبرطي من أجل تحقيق حرب شاملة.  طوال الخطاب، قام أفراد الطاقم بتصوير الحدث بدخول وخروج الأشخاص البارزين لإضفاء المزيد من التأثير الدرامي.   أثار غوبلز جمهوره بأسئلة بلاغية؛ تمت مقاطعته أكثر من 200 مرة بالصراخ والشعارات والتصفيق الحماسي: 
 هل أنتم والشعب الألماني عازمون، إذا أمره القائد، بالعمل لمدة عشر أو اثنتي عشرة، وإذا لزم الأمر، أربع عشرة وستة عشر ساعة في اليوم وبذل قصارى جهدك لتحقيق النصر؟ [يصرخ بصوت عالٍ «نعم!» والتصفيق مطولا] ... أسألكم: هل تريدون حربًا شاملة؟ [صرخات عالية «نعم!» تصفيق مرتفع] هل تريدونها، إذا لزم الأمر، أكثر شمولية وأكثر راديكالية مما يمكننا حتى تخيله اليوم؟ [صرخات عالية «نعم!» تصفيق]  
 قال غوبلز إحدى المقاطع من الخطاب «وراء الفرق السوفيتية القادمة نرى كوماندوز التصفية اليهودية، وخلفهم، الإرهاب، وشبح المجاعة الجماعية والفوضى الكاملة.»  كما أعلن أن الوقت قد حان «لإزالة قفازات الأطفال واستخدام قبضاتنا».  بعد الانتهاء، تم نقل جوبلز منتصرا من الكتف إلى أعلى القاعة.  استمع ملايين الأشخاص عبر الراديو، سواء على الهواء مباشرة أو عندما أعيد بث الخطاب يوم الأحد التالي. احتوى الخطاب على تحذير بأن جميع المتهربين من إجراءات العمل اللازمة للحرب الشاملة سيخضعون لعقوبة الإعدام.  أحد الأسباب التي جعلت الخطاب ذا قوة وصدى لدى الشعب الألماني هو أنه لعب على مخاوفهم من هزيمة عسكرية أخرى مثل هزيمة عام 1918، والتي افترضوا أنها ستعني انهيارًا اجتماعيًا وسياسيًا، «البلشفة» للمجتمع الألماني، وكان يمثل النضال من أجل الوجود الذي نشره النظام دينياً.  طُبع النص بالكامل في الصحف في صباح اليوم التالي للخطاب. ووصف الحدث في وقت لاحق بأنه «عمل تنويم مغناطيسي شامل».  
لم يعرف هتلر، الذي أعطى موافقته العامة على خطة جوبلز مسبقًا، تفاصيل ما سيتم اقتراحه، ولكن عندما قرأ نص الخطاب، وقع في حب الخطة. ولكن داخل الحزب النازي، اعتبر الخطاب بمثابة تحرك قوي من قبل غوبلز ووزير التسليح والذخيرة ألبرت شبير لتحل محل لجنة الثلاثة، التي لم تحقق سوى القليل. فضل هتلر، بطريقته المعتادة، الحفاظ على أتباعه في منافستهم مع الآخرين، ولن يمنح أيًا من غوبلز وشبير أو اللجنة السلطة الكاملة اللازمة لتحقيق الأهداف التي رأى غوبلز أنها ضرورية، على الرغم من أنه بحلول خريف عام 1943، فإن لجنة ثلاثة - التي ركزت على القضايا التافهة ووقعت في الكابوس البيروقراطي لمحاولة القضاء على التداخل بين الحكومة الألمانية والحزب النازي - لم تعد فعالة.  عقدت اجتماعها الأخير في أغسطس. 
استمر غوبلز في الضغط على هتلر للالتزام بشكل كامل بمفهوم الحرب الشاملة. التقى بهتلر في 21 يونيو لمدة ثلاث ساعات، بعد أن استخدم مساعد هتلر للفيرماخت، الجنرال شيموند، لوضع الأساس. قبل التحدث إلى هتلر، التقى غوبلز مع شبير، الذي نصحه بشأن المشكلة الحادة في تزويد الوقود الناجم عن الهجمات الأمريكية على مصانع الوقود. كما علم أنه بسبب إخفاق لوفتفافه في حماية المدن الألمانية من هجمات الحلفاء الجوية، فقد هيرمان غورينغ مكانته عند هتلر. كان هذا مهمًا لغوبلز حيث كان غورينج منافسًا محتملًا للسيطرة على جهود الحرب الشاملة. 
في اجتماعه مع هتلر، قام غوبلز وعلى عكس كل التوقفات، برسم أحلك صورة ممكنة للوضع، وإهانة منافسيه المحتملين، مثل غورينغ وكيتيل، وتقديم وعود متقنة لفوائد الحرب الشاملة، مثل تجنيد مليون جندي جديد للفيرماخت. كانت ألمانيا تتأرجح على حافة الهلاك ولا يمكن إلا للحرب الشاملة أن تنقذها، وأكد أن الناس كانوا وراء التغييرات التي اقترحها: أرادوا وتوقعوا اتخاذ تدابير صارمة في هذه الأزمة الحادة. 
ومع ذلك، لم يعتقد هتلر أن الوقت قد حان حتى الآن للبدء بعمل التدابير التي اقترحها غوبلز، وأراد الاحتفاظ بالأشياء كما كانت في الوقت الحالي.  ذكر غوبلز أن «الفوهرر لا يعتبر الأزمة خطيرة للغاية ومقنعة لدرجة أنها قد تقنعه بباتخذا هذه الإجرائات الصارمة ودق ناقوس الخطر.» لكن هتلر أعطى وعده بأنه عندما يعتقد أن مثل هذه الإجراءات ضرورية، فإنه سيعطي السلطات اللازمة لغوبلز لتنفيذها، وليس لاي أحد آخر غيره. 

## تعيين غوبلز
العامل الذي غير رأي هتلر أكثر من أي شيء آخر بشأن المضي قدمًا في الحرب الشاملة كان محاولة ضباط الفيرماخت إاغتياله في مؤامرة 20 يوليو. عزز هذا مشاعره بأن جنرالاته كانوا يقوضون جهوده لكسب الحرب. أدى هذا، في رأي هتلر، إلى التدهور المستمر للموقف العسكري الألماني في الشرق، في الحرب ضد الاتحاد السوفياتي. في نفس الوقت تقريبًا، أرسل كل من غوبلز وشبير مذكرات مطولة للفوهر المطولة حول ضرورة الحرب الشاملة. تجتمع كل هذه العوامل معًا لتحويل هتلر أخيرًا إلى فكرة أن الجهد الحربي الشامل الكامل فقط هو الذي يمكن أن يحول المد، وعين غوبلز كـ«مفوض الرايخ للحرب الشاملة» في 23 يوليو 1944 ؛  نظريًا بسلطة كاملة، وبالتالي تجميد كل من لجنة الثلاثة وغورينج، الذين اعتبروا الخيار الطبيعي للقيام بهذا الدور،  كقائد عسكري على حد سواء - كان رئيس لوفتفافه- أو على الأقل على الورق إذا لم يعد في الواقع الفعلي، قيصر الاقتصاد الألماني بصفته مفوضًا مسؤولًا عن الخطة الخمسية.  ومع ذلك، فإن إنشاء منصب مفوض الرايخ للحرب الشاملة أعطى غوبلز السلطة لقيادة جهود التعبئة وجعله مسؤولًا عن تضخيم كل من القوى العاملة في الفيرماخت وصناعة الأسلحة على حساب القطاعات الاقتصادية التي تعتبر غير ضرورية للجهد حربي. 
على الرغم من أن الإعلان العام عن إنشاء المكتب الجديد يعني ضمنياً أن الفكرة جائت من غورينغ، الذي كان لا يزال في ذلك الوقت رئيسًا للمجلس الوزاري للدفاع عن الرايخ، إلا أنها كانت في الواقع فكرة غوبلز، وتمت ضياغة المرسومعلى يد لامرز. كان رد فعل غورينغ لعدم تعيينه في المنصب هو الذهاب إلى منطقة الصيد الخاصة به في شرق بروسيا؛ رفض زيارة هتلر في وكر الذئب لأسابيع. من ناحية أخرى، أخبر غوبلز موظفيه أنه حقق «سلطات ديكتاتورية كاملة عمليا» عندما حصل على منصبه الجديد. 

## تسوية مؤقتة
في حين أن موقع غوبلز الجديد أعطاه، من الناحية النظرية، سلطة واسعة النطاق على كل من القطاع المدني وحكومة الرايخ، في الواقع كانت سلطته محدودة بطرق معينة. في حين أنه يمكنه أن يوجه وزراء الرايخ وغيرهم من «أعلى سلطة (سلطات) الرايخ» لاتخاذ الإجراءات التي يراها ضرورية، إلا أن الوزراء والسلطات الأخرى فقط هم الذين يمكنهم بالفعل إصدار المراسيم والأوامر لوضعها موضع التنفيذ، لذلك إذا كانت توجهات الوزراء والسلطات لا تتفق مع غوبلز، يمكنهم بسهولة سحب أقدامهم، ووقف الإجراءات التي يراها غوبلز. علاوة على ذلك، كان على المراسيم الصادرة بتوجيه من غوبلز أن يوافق عليها لامرز وبورمان وهيملر، الذي كان وزيراً للداخلية ومفوضًا لإدارة الرايخ. كان على التوجيهات التي كانت تتعلق بالحزب النازي أن تحصل على دعم بورمان، الذي يمثل هتلر، وكان على الخلافات بين هذه الحكام المختلفة أن تذهب إلى هتلر عبر لامرز. كما تم استبعادها من سيطرة غوبلز المباشرة على أي سلطات اتصلت بهتلر مباشرة، مثل شبير، والمسؤولين عن إعادة بناء ميونيخ وLinz، بالإضافة إلى: مستشارية الرايخ، والمستشارية الرئاسية والمستشارية الحزبية. لم يكن الفيرماخت كذلك خاضعًا لسلطة غوبلز كمفوض. 
في 3 أغسطس، في اجتماع لجميع قادة الحزب النازي («القادة الإقليميون») في بوزن، أوضح غوبلز أن الحرب الشاملة كانت ضرورة لمواجهة الطابور الخامس داخل قادة الجيش الذين ظهروا مع مؤامرة 20 يوليو لقتل هتلر.  في يوميه لغوبلز تعود لتاريخ 23 يوليو وأخرى ل24 أغسطس 1944 إلى الحديث عن محاولة الاغتيال الفاشلة التي تعرض لها هتلر. يقول: «بعد الاعتداء الفاشل الذي استهدف هتلر خرج من ملجئه للقائي. كنت شديد الانفعال لرؤيته أمامي بصحة جيدة، لقد انتابني الإحساس أنني أمام رجل يعمل تحت حماية الإله. لكنه كان يبدو مع ذلك متعبا وتبدو على جبهته آثار جروح طفيفة ويعرج قليلا في مشيته بعد حروق بساقه وقدمه بسبب عملية التفجير التي استهدفته». عزم غوبلز بتنفيذ التغييرات الشاملة التي كانت في ذهنه ليس من خلال الحكومة الألمانية، ولكن باستخدام آلية الحزب النازي، والتي كان كل من الغاولايتر مسؤولين عنها في مناطقهم. لهذا السبب، تحالف مع مارتن بورمان، مستشار الحزب، وسكرتير هتلر الشخصي، مؤثرًا بشكل كبير داخل كل من الحزب والرايخ.  تعاون الغاولايتر مع غوبلز طالما أن سلطاتهم لم تتضاءل، وعمل بورمان كحاميهم. 
أصبح غوبلز بحاجة أيضًا إلى التأكد من أنه سيستمر في الاحتفاظ بهتلر خلفه، ولهذا الغرض أصدر نشرات متكررة لهتلر (Führer-Informationen) مطبوعة بخط واضح جدا حتى يتمكن هتلر من قرائتها بدون نظارته. تمت كتابة النشرات بعناية لتقديم نجاحات غوبلز وتوصياتها بطريقة يتاكد فيها من حصوله على موافقة هتلر. على الرغم من ذلك، عرقل هتلر بعض المبادرات التي اقترحها غوبلز عندما نبهه بورمان إلى أن لها تأثيرًا سلبيًا محتملاً على الروح المعنوية العسكرية والمدنية. 

## الإجراءات المتخذة
ركز غوبلز في البداية على تجنيد المزيد من الرجال في القوات المسلحة، مما جعله في صراع مع شبير، الذي كان يبحث باستمرار عن المزيد من العمالة لصناعة الأسلحة. فيما يتعلق بالإنتاج، اعتقد شبير أن التغييرات التي يجريها غوبلز تقدم «اضطرابات كبيرة» في إنتاج الأسلحة.  ناشد شبير هتلر، الذي قرر إنحاز إلى غوبلز، وأخبر كل من جويبلز وبورمان شبير أنه تحت قيادتهم، ومن الآن فصاعدًا، لم يكن لديه أي اتصالات شخصية أخرى بهتلر. 
بصفتها مفوض الحرب الشاملة، خفض غوبلز العديد من العمالة داخل الحكومة والقطاع الخاص، ورفع سن العمل للنساء في الحرب من 45 إلى 55، ونقل 400000 امرأة من الخدمة المنزلية إلى العمل الحربي، وخفض عدد الرجال المستثنين من مشروع القانون في المهن المحجوزة. ومع ذلك، على الرغم من أن هذه الخطوات جلبت المزيد من الرجال إلى القوات المسلحة، إلا أنها لم تكن كافية لمواكبة عدد الجنود الذين قتلوا أو جرحوا أو أسروا. 
حاول غوبلز أيضًا السيطرة على وحدات فولكسشتورم («الدفاع الشعبي») المنظمة حديثًا في حربه الشاملة، فقط ليتم مناورتها من قبل بورمان وهيملر، الذين توصلوا إلى اتفاق مع بعضهم البعض لتقسيم المسؤولية. وقع هتلر مرسوم إضفاء الطابع الرسمي على الترتيب في 26 سبتمبر، بتجميد غوبلز. 

## تأثير
في النهاية، على الرغم من أنه حقق بعض أهدافه على المدى القصير، إلا أن جهود جوبلز ذهبت سدى، لأسباب أوضحها المؤرخ ريتشارد إيفانز: 
 لم تكن موارد ألمانيا الاقتصادية كافية أبدًا لتحويل [التخيلات الألمانية للهيمنة الإمبريالية على أوروبا] إلى واقع، ولا حتى عندما أضيفت إليها موارد جزء كبير من بقية أوروبا. لا يمكن لأي قدر من «التعبئة من أجل الحرب الشاملة»، ولا أي درجة من الترشيد الاقتصادي، أن يغير الحقيقة الأساسية لهذه الحياة.  

## النهاية
كان خطاب شبورتبالاست من الخطابات التي خدرت الشعب الألماني بعد بوادر الهزيمة الواضحة في الشرق الروسي والتي كانت سبب في عدم استسلام ألمانيا في الحرب حتى النهاية. يعتبر الخطاب المطول أنجح وأشهر خطاب أداه جوبلز والذي تجسدت فيه بامتياز قدراته الخطابية التي قابلها الحضور بتصفيقات وهتافات بلغت درجة الهستيريا. في يومية كتبها جوزيف غوبلز وتعود لتاريخ 28 مارس 1945 يتحدث عما يسميه ب«أجواء نهاية العالم» وحيث لم تعد آنذاك حديقة مقر الرايخ الثالث «سوى كومة من الحطام» وحيث كان اهتمام الجميع عندها هو «تعزيز منشآت ملجأ الفوهرر الذي كان مصرّا تماما على البقاء في برلين رغم أن الوضع كان يزداد سوءاً». وهنا يصف غوبلز الأجواء المحيطة بهتلر بأنها كانت تنبئ ب«نوع من نهاية العالم» ثم يضيف: «هذا يقدم البرهان على أن الفوهرر لم يجمع حوله سوى أصحاب الشخصيات الضعيفة الذين لا يمكن الاعتماد عليهم في الأحوال الصعبة».
بعد أن هزمت قوات الحلفاء ألمانيا النازية وأجبرتها على الاستسلام في الثامن من أيار/مايو 1945، انتحر غوبلز هو وزوجته وقبل انتحارهما قاموا بتسميم أولادهما الستة